# Amatory
Amatory (název skupiny je oficiálně stylizován do tvaru [AMATORY]) je ruská metalová skupina, kterou založili Danil Světlov a Denis Životovskij v Petrohradu v roce 1998. Na podzim téhož roku se k nim připojil Jevgenij Potěchin a o dva a půl roku později se ke skupině připoji Sergej Osečkin. První zkouška v plné sestavě čtyř lidí proběhla 1. dubna 2001 a později se toto datum začalo uvádět jako den oficiálního založení skupiny.
Amatory jsou považováni za jednoho ze zakladatelů ruského alternativního metalu. V průběhu let se hudební styl skupiny několikrát změnil.
V roce 2005 skupina Amatory získala cenu RAMP 2005 a to ve dvou kategoriích. Klip roku k písni Чёрно-белые дни (Černo-bílé dny) a Skupina roku. V roce 2008 na výročních cenách FUZZ 2008 skupina vyhrála nominaci v kategorii Nejlepší alternativní skupina a v následujícím roce získala cenu Našego rádia s názvem Internetová volba. Také v roce 2009 za píseň Дыши со мной (Dýchej se mnou) získala cenu RAMP v kategorii Hit roku.
Do roku 2020 skupina vydala 7 plnohodnotných alb, 2 instrumentální alba a 7 minialb (z toho 4 instrumentální).

## Historie

### Vznik skupiny a první sestava (1998-2001)
Zakladatelé kapely Amatory jsou Daniil (Stewart) Světlov a Denis (Denver) Životovskij se seznámili, ve 13 letech na jaře v roce 1998 při bruslení na dvoře domu ve kterém bydleli. Po dohodě o hudebních preferencích se začalo zkoušet u Světlova v bytě. Daniil hrál na bubny a Denis na akustickou kytaru. Na podzim téhož roku je jejich společný přítel, který je slyšel hrát, dal dohromady s Jevgenijem Potěchinym, který byl starší a zkušenější, měl další vybavení, včetně zesilovače a kytarového pedálu. Potěchin se stal zpěvákem, kytaristou a ideologickým inspirátorem skupiny, kterou také vedl. Životovský byl požádán, aby přešel na baskytaru. Zpočátku to bral negativně, jelikož neměl dost peněz na nový nástroj, ale jeho známému se rozpadla kapela a od něj baskytaru zakoupil.
S příchodem Potěchina se přesunuly zkoušky do bytu, kde bydlel Životovský, kde byl pro účely zkoušek volný pokoj a Světlov do pokoje přemístil svoji bicí soupravu. Ve snaze utlumit zvuk pokryly stěny místnosti kobercem, ale nepomohlo to a sousedé si stěžovali, nebo volali policii.
Repertoár jejich první koncertů se skládal především z převzatých písní skupiny Nirvana. Později se Potěchin a Životovskij nadchly pro styl skupiny Korn a Světlov se začal zajímat myšlenkami pro ultra těžký metal, jako je black metal (černý metal) a grindcore (nabroušené jádro). Světlov se začal postupně svými hudebními preferencemi kolegům vzdalovat, jelikož nechtěl hrát jejich pop music a nakonec kapelu opustil a vzal si svoji bicí soupravu. Aby získali kolegu Světlova nazpět, tak chlapci začali skládat hudbu ve stylu grindcore a postupně do ní vnášeli hudbu nu-metalu.
V létě 1999 našel Potěchin místo na zkoušku v klubu pro náctileté s názvem Rubin (Рубин). V souvislosti s tím skupina potřebovala dostat jméno. Potěchin ji nazval Amatory, které se v anglo-ruském slovníku shodovalo s Crematory, Obituary a Cemetary.
Postupem času si členové kapely, uvědomily potřebu druhého kytaristy a po krátkém hledání se jim stal Sergej (Gang) Osečkin. První zkouška jako čtyřčlenná kapela proběhla 1. dubna 2001, později je toto datum uváděno, jako oficiální založení skupiny. Jako kvarteto skupina odehrála několik koncertů, ale v červnu byl Potěchin povolán do armády na dva roky. Po ztrátě lídra, zpěváka a hlavního skladatele se členové rozhodli skupinu udržet dál. Zpěv a texty převzal Denis Životovskij a hudbu skládal Sergej Osečkin.

### 2001—2004: Вечно прячется судьба (Věčně skrytý osud)
Po napsání prvního dema se členové skupiny rozhodli experimentovat se zvukem. Toho času byl rap v tvrdé hudbě aktuální a Denis Žitovskyj navrhl svému spolužáku ze školy Alexeju (Lexus) Ovčinnikovu, který psal a hrál písně ve stylu rap a hip hopu, jestli by něchtěl s kapelou něco nahrát. V září roku 2001 se Alexej ke skupině připojil. O šest měsíců později se k nim přidal Alexej (Liolik) Skornjakov, který měl profesionální nástroj pro úpravu vzorků hudby (Sampler), který umožňoval zpestřit hudbu elektronickým zvukem.
S novým složením nahráli v nakladatelství Caravan Records album Хлеб (Chleba) společně se skupinou SPERMADONARZ (společný projekt skupiny Animal DžaZ a Kirpiči). Prezentace alba byla naplánována na 26. listopadu 2002 v novém klubu Orlandina. Přišli tam všichni kromě Skornakova. Později se ukázalo, že Skornakova zastavila policejní hlídka, která kontrolovala doklady a ten samí den skončil na vojně. Tím kapela ztratila svého druhého člena.
Společné album Хлеб (Chleba) se prodávalo dobře a skupina se rozhodla nahrát svoje debutové album. Na jaře 2003 se Alexandr (Alex) Pavlov stal druhým kytaristou ve skupině a zároveň se z vojenské služby vrátil Jevgenij Potěchin, který i během vojenské služby zůstal formálně členem kapely. V době svého návratu již však velmi změnil svůj směr zaměření hudebního stylu a své nápady jako kytarista, zpěvák a skladatel realizoval ve skupině The Korea.
14. listopadu 2003 vyšlo album Вечно прячется судьба (Věčně skrytý osud), nazvané podle jedné z písní, která byla inspirována dle stejnojmenné povídky Irvina Welsh z trilogie Extáze: tři příběhy o lásce a drogách. Mix a zvukový střih provedli Pavel Klinov a Zachar Maj, kteří se vrátili po 15 letech ze Spojených států a měli pokročilé zvukové a inženýrské vybavení.

### 2004—2006: Неизбежность (Nevyhnutelnost)
Na začátku roku 2004 opustil skupinu Alexej Ovčinnikov a jeho místo zaujal kytarista skupiny Stigmata- Igor Kapranov. Prvním počinem s Kapranovem byla maxi samostatná píseň Dvě Žízni, vydaná 14. března 2004 v nakladatelství Rekords. Poprvé se na obalu tohoto vydání objevilo podpisové logo [AMATORY]. Hned po vydání písně členové kapely zahájili práci na novém albu s pořadovým číslem 2. Igor Kapranov nastoupil do kapely jako zpěvák, ale jelikož neměl ještě dostatečně vybroušen hlasový projev, tak všechny partie metalového zpěvu (Growling) na novém albu nazpíval Denis Životovskij.
Druhé album Неизбежность (Nevyhnutelnost) vyšlo 14. října 2004. Album se stalo jedním z pěti nejprodávanějším rockových alb a hlas zpěváka Igora Kapranova se podle magazínu FUZZ stal hlasem generace.
V únoru 2005 vyšla samostatná píseň Чёрно-белые дни (Černo-bílé dny), na jehož obalu bylo věnování kytaristovi Dimebagu Darrelovi, kytaristovi kapel Pantera a Damageplan, který byl zastřelen přímo na pódiu fanatickým fanouškem během prosincového koncertu v roce 2004.
Na jaře 2005 se ke skupině na místo technika připojil Liolik, který se vrátil z povinné prezenční vojenské služby. Jeho první koncert na pozici technika se odehrál na festivalu FUZZ ve Sportovním komplexu Jubilejnyj, kde podle výsledku hlasování skupina získala cenu sympatie diváků. V květnu 2005 vydavatelství Kapkan Rekords vydalo první DVD skupiny pod názvem [P]OST [S]CRIPTUM, které obsahovalo amatérské záběry koncertů, šaten a nahrávání nových písní ve studiu. DVD obsahuje hudební videa na píseň Осколки (Střepiny) и Черно-белые дни (Černo-bílé dny) a několik koncertních skladeb natočených při prezentaci alba Неизбежность (Nevyhnutelnost).
V září 2005 [AMATORY] hrála jako předskokan skupiny Korn na prvním slavnostním předávání cen RAMP 2005 pro nově vytvořený hudební kanál A-One, zároveň její píseň Черно-белые дни (Černo-bílé dny) získala nominaci na klip roku a podařilo se jim vyhrát ocenění Skupina roku. Ve stejné době kapela zakládá hnutí fanoušků s názvem White trap (Bílá léčka), která během vystoupení kapely pořádá různé fanouškovské doplňkové akce.

### 2006—2008: Книга мёртвых (Kniha mrtvých)
Na jaře 2006 skupina vyrazila na Rock 5 Tour, během kterého měl Sergej Osečkin často horečky a ostrou bolest v pravém boku. V létě 2006 při práci na novém albu se mu udělalo velmi špatně, a tak jej během první části turné Live Evil nahradil kytarista skupiny Perimetr Nikolaj (Niki) Jurjev.
Třetí album skupiny pod názvem Книга мёртвых (Kniha mrtvých) vyšlo v pátek 13. října 2006. O pět dnů později při předávání cen RAMP 2006 se hudebníci dozvěděli, že jejich kolegovi Sergji Osečkinovi byla diagnostikována rakovina jater. Zemřel ve věku 23 let 15. března 2007 a byl pochován spolu se svoji první kytarou Jackson, kterou mu dala jeho babička. V roce 2015 mu na albu s názvem 6 skupina věnovala píseň s názvem 15/03. Později členové skupiny toto období opakovaně označili za nejhorší období v historii skupiny. Podle vyjádření Danila Světlova v tomto období členové hodně pili, aby to nějak přežili.
Navzdory tomu, že skupina zůstala čtyřčlenná se dle článku v Rossijské gazetě z roku 2007 se [AMATORY] stala fenoménem a diktovala módu na ruské hudební scéně, s rekordním počtem vyprodaných koncertů po celé zemi a způsobila nevídaný rozruch. Zhruba ve stejné době si skupina získala fanoušky v dalších zemích - dostávaly dopisy z Latinské Ameriky, Evropy a Asie.

### 2008—2010: (VII)
Začátkem roku 2008 vydala ESP společně s Alexandrem Pavlovem podpisovou kytaru ESP LTD [A-600] a stala se první podpisovou kytarou od hudebníka z Ruska.
20. března 2008 skupina [AMATORY] oslavila své sedmé výročí ve Sportovním paláci Lužniky, s novým kytaristou Dmitrijem (Jay) Rubanovskim. Zároveň proběhla prezentace DVD/CD Live Evil (Živé Zlo). Během roku skupina získala cenu Nejlepší alternativní kapela na 8. ročníku udílení rockových hudebních cen FUZZ a obdrželi také Cenu diváckých sympatií na udílení hudebních cen Metal Planet. V září 2008 se Dmitrij Rubanovskij stal oficiálním členem skupiny.
V říjnu 2008 se na oficiálních stránkách kapely objevila první samostatná píseň s názvem Вы все лишены своей жизни (Všichni jste zbaveni svého života) z nově připravovaného alba. O měsíc později na fyzickém nosiči vydali píseň Дыши со мной (Dýchej se mnou) a podepsali kontrakt s hudebním nakladatelstvím FG Nikitin. Tato píseň byla velmi úspěšná a dobývala příčky hudebních soutěží.
7. listopadu 2008 vyšlo čtvrté řadové album skupiny s názvem VII, které je pojmenované po sedmém výročí založení kapely. Album bylo nahráno v ruštině i angličtině, ale anglická verze nebyla nikdy vydána.
V dubnu 2009 kanál NTV vysílal dokument o deseti alternativních kapel z Ruska, mezi nimiž byla i skupina [AMATORY], které se bez podpory médií hlavního proudu dokázaly prosadit. V dubnu 2009 byl také uveden videoklip na píseň Дыши со мной (Dýchej se mnou). Videoklip byl velmi úspěšný a vyhrál cenu RAMP 2009 v kategorii Hit roku.

### 2010—2012: Инстинкт обречённых (Instinkt odsouzených)
V březnu 2010 vydalo nakladatelství Amphora knihu hudebního novináře Alekxeje Kuzovleva s názvem [AMATORY] Черно-белые дни (Černo-bílé dny). Вся правда o группе (Všechna pravda o skupině). Vyprávějící příběh o počátku historie kapely, její existenci a trnité cesty k úspěchu na základě mnoha exkluzivních rozhovorů od členů kapely.
Mezitím zpěvák skupiny Igor Kapranov začal postupně pronikat do ortodoxního náboženství. Na jaře 2009 strávil týden v klášteře ve Valaamskom. 28. července 2010 dva týdny po vystoupení skupiny na jednom z největších světových metalových festivalů Tuska Open Air (Tuska pod širým nebem), Kapranov oznámil, že z kapely odchází, aby se mohl věnovat náboženskému vyznání. Toto prohlášení překvapilo fanoušky i členy kapely. Karpanov pak rok strávil v klášteře Valaamskom, měl vypnutý telefon a s nikým nekomunikoval.
Igor Karpanov odešel ze skupiny tři týdny před začátkem natáčení nového alba, kdy již bylo domluveno nahrávací studio a příjezd producenta Tu Medsena do Petrohradu. V této časové tísni členové urychleně hledali nového zpěváka a tím se nakonec stal Vjačeslav (Slava) Sokolov. 6. října 2010 vychází první samostatná píseň z připravovaného alba s názvem Сквозь закрытые веки (Přes zavřená víčka) a zároveň při prezentaci oznámila nového zpěváka.
Páté studiové album s názvem Инстинкт обречённых (Instinkt odsouzených) vyšlo 26. října 2010.
V roce 2011, při příležitosti desátého výročí kapely, se uskutečnilo se dvěma zpěváky Vjačeslavem Sokolovem a navrátilcem s kláštera Igorem Kapranovem, který se připojil ke kapele v roli speciálního hosta.
Na konci roku opustil kolektiv Dmitrij Rubanovskij a novým kytaristou se stal Ilja Kuchin.
V roce 2012 skupinu opustil Alexandr Pavlov a nahradil jej na záskok kytarista Ilja (Eel) Borisov, ale později se stal stálým členem kolektivu.
V září 2012 skupina oznámila pozastavení činnosti, které zdůvodnila úpadkem hudebního průmyslu a nedostatkem příležitostí vyrážet na dlouhodobá turné. Oznámili turné s názvem Poslední koncert a po jeho skončení 1. ledna 2013 přerušili na neurčitý čas činnost kapely.

### 2014—2018: 6
V roce 2014 kapela vystoupila na několika festivalech, aniž by oficiálně přerušila tvůrčí přestávku. Na konci roku 2014 Dmitrij (Helldimm) Muzyčenko nahradil Ilju Kuchina a stal se novým skladatelem hudby. S jeho příchodem kapela získala více elektronický zvuk. 30. ledna 2015 byla na festivalu Stars Fucktory (Hvězdy Zatracení) představena samostatná píseň Остановить Время (Přerušit Čas) z nově připravovaného alba. Píseň vyšla 15. června 2015 a o čtyři dny později byl vydán i videoklip.
6. října 2015 Amatory vydali album 6, na kterém pracovali dva roky a experimentovali se zvukem. Jde o první nahrávku v historii kapely, bez vedlejšího zpěvu Denise Životovského.
15. března 2016 vyšel videoklip 15/03, které bylo věnované kytaristovi skupiny Sergeji Osečkinovi, který zemřel na rakovinu jater 15. března 2007.
V prosinci 2017 se Amatory účastnili předávání cen Jager Music Awards, kde představili společnou skladbu s raperem Bumble Beezy. Výsledkem této spolupráce bylo vydání maxi písně Original Go Getter/Original Go Getter (Rock Version), která vyšla 15. března roku 2018.
11. března 2018 byl Vjačeslav Sokolov oficiálně vyhozen ze skupiny. Podle vyjádření hudebníků měl Vjačeslav problémy s alkoholem, neprofesionálním chováním. Poslední kapkou byla jeho účast v projektu Pěsni na kanale TNT kde podal neprofesionální výkon a vyjádřil se nekorektně ke vztahu k [AMATORY].

### 2019: album Doom (Zkáza)
29. března 2019 vydal kolektiv samostatnou píseň Космо-камикадзе (Vesmírné-kamikadze) s novým zpěvákem, jehož jméno zůstalo utajeno. V průběhu následujících měsíců byly oznamovány první koncerty v rámci letních festivalů Uletaj, Našestvije, Čenozjom a také termíny podzimního turné na podporu nového alba. Zároveň byla použita promo fotka skupiny s novým členem v masce.
O několik dní později skupina oznámila živé vysílání na VKontakte a zveřejnila další fotku v aktualizované sestavě bez masky. Novým zpěvákem se ukázal být Sergej Rajev.
Album Doom (Zkáza) vyšlo 18. října 2019. Při jeho vytváření bylo nahráno 23 dem, z nichž bylo vybráno deset, které nejvíce odpovídaly konceptu alba. Dne 30. ledna 2020 skupina vyhlásila soutěž s názvem My hrajem - ty zpíváš. Účastníci této soutěže měli za úkol napsat texty pro instrumentální skladbu, které album neobsahuje. Podle výsledku soutěže vyhrál text s názvem I Sing You Pay (Já Zpívám Ty Platíš) běloruského hudebníka Miroshland z metalové skupiny An Argency. Píseň nově s textem vyšla jako samostatná 18. září 2020.
13. srpna 2021 skupina uveřejňuje na YouTube DVD z koncertu, který byl odehrán při příležitosti 20. výročí založení skupiny. Později vyjde živé album ALL STARS: LIVE IN MOSCOW 2021 (VŠECHNY HVĚZDY: ŽIVĚ MOSKVA 2021)

### Vítězná ocenění
| rok  | cena                                             | nominovaná práce                 | kategorie                     |
| ---- | ------------------------------------------------ | -------------------------------- | ----------------------------- |
| 2005 | Petrohradské alternativní hudební ocenění        | Черно-белые дни (Černo-bílé dny) | Nejlepší hudební video        |
| 2005 | Petrohradské alternativní hudební ocenění        | Неизбежность (Nevyhnutelnost)    | Nejlepší album                |
| 2005 | Oceně diváků FUZZ                                | [AMATORY]                        | Nejlepší skupina              |
| 2005 | RAMP (Rockové Alternativní Hudební Ocenění) 2005 | [AMATORY]                        | Nejlepší skupina              |
| 2008 | Ocenění FUZZ 2008                                | [AMATORY]                        | Nejlepší alternativní skupina |
| 2008 | Metalové Planetární Ocenění                      | [AMATORY]                        | Nejlepší skupina              |
| 2009 | RAMP (Rockové Alternativní Hudební Ocenění) 2009 | Дыши со мной (Dýchej se mnou)    | Hit roku                      |

## Sestava
- Денис «Denver» Животовский: Denis Životovskij — bas kytara (1998—2012, 2014, 2014—dosud), zpěv (2001—2012, 2014, 2014—dosud)
- Даниил «Stewart» Светлов: Danil Světlov — bicí (1998—2012, 2014, 2014—dosud)
- Илья «Eel» Борисов: Ilja Borisov — sólová kytara (2012, 2014, 2014—dosud), zpěv (2015—dosud),mix, zvukový střih, klávesy (2019—dosud)
- Дмитрий «Helldimm» Музыченко: Dmitrij Muzyčenko — rytmická kytara, zvukový střih, klávesy (2014—dosud)
- Сергей Раев: Sergej Pajev — zpěv (2019—dosud)

Dřívější členové
- Евгений «PJ» Потехин: Jevgenij Potěchin — zpěv, kytara (1998—2001)
- Алексей «Liolik» Скорняков: Alexej Skornjakov— zvukový střih (2002)
- Алексей «Lexus» Овчинников: Alexej Ovčinnikov — recitativ (2001—2004; jako koncertní účastník v 2021)
- Сергей «Gang» Осечкин: Sergej Ocečkin — sólová kytara (2001—2007) †
- Игорь «Igor» Капранов: Igor Kapranov — extrémní zpěv, recitativ (2004—2010; jako koncertní účastník v 2011 a 2021), zvukový střih (2004)
- Дмитрий «Jay» Рубановский: Dmitrij Rubanovskij — sólová kytara (2007—2011; jako koncertní účastník v 2021)
- Александр «Alex» Павлов: Alexandr Pavlov — rytmická kytara, zvukový střih, klávesy (2003—2012; jako koncertní účastník v 2021)
- Илья Кухин: Ilja Kuchin — rytmická kytara (2011—2012, 2014)
- Вячеслав «Slava» Соколов: Vjačeslav Sokolov — zpěv (2010—2012, 2014, 2014—2018)

Účastníci koncertů
- Николай «Niky» Юрьев: Nikolaj Jurjev— sólová kytara (2006—2007)
- Иван Людевиг: Ivan Ljuděvig — sólová kytara (2007)

## Diskografie

### Studiová alba
| Rok  | Název                 | Překlad              | Odkaz | Информация |
| ---- | --------------------- | -------------------- | ----- | --- |
| 2003 | Вечно прячется судьба | Věčně skrytý osud    | Odkaz | - Datum vydání: 14. listopadu 2003 - Nakladatelství: Капкан, Polygon - Formát: CD, CS, DI, Sdílená distribuce    |
| 2004 | Неизбежность          | Nevyhnutelnost       | Odkaz | - Datum vydání: 6. listopadu 2004 - Nakladatelství: Капкан, Polygon - Distribuce: CD, CS, DI, Sdílená distribuce |
| 2006 | Книга мёртвых         | Kniha mrtvých        | Odkaz | - Datum vydání: 13. října 2006 - Nakladatelství: Капкан, Polygon - Distribuce: CD, DI, Sdílená distribuce        |
| 2008 | VII                   |                      | Odkaz | - Datum vydání: 18. prosince 2008 - Nakladatelství: Никитин, Polygon - Formát: CD, DI, Sdílená distribuce        |
| 2010 | Инстинкт обречённых   | Instinkt odsouzených | Odkaz | - Datum vydání: 26. října 2010 - Nakladatelství: Никитин, Polygon - Formát: CD, DI, Sdílená distribuce           |
| 2015 | 6                     |                      | Odkaz | - Datum vydání: 6. října 2015 - Nakladatelství: Subbox Music, Polygon - Formát: DI, Sdílená distribuce           |
| 2019 | Doom                  | Zkáza                | Odkaz | - Datum vydání: 18. října 2019 - Nakladatelství: Самостоятельно - Formát: DI, Sdílená distribuce                 |

### Koncertní alba
| Rok  | Název                        | Překlad                     | Odkaz | Informace                                                                                          |
| ---- | ---------------------------- | --------------------------- | ----- | -------------------------------------------------------------------------------------------------- |
| 2008 | Live Evil                    | Živé Zlo                    | Odkaz | - Datum vydání : 20 března 2008 - Nakladatelství: Никитин - Formát: CD+DVD, DI, Sdílená distribuce |
| 2012 | The X-Files: Live in Saint-P | Akta X: Živě v Saint-P      | Odkaz | - Datum vydání: 8 září 2012 - Nakladatelství: Капкан - Formát: CD+2DVD, DI, Sdílená distribuce     |
| 2021 | All Stars: Live in Moscow    | Všechny Hvězdy: Živě Moskva | Odkaz | - Datum: 27 srpna 2021 - Nakladatelství: Самостоятельно - Formát: 2CD, DI, Sdílená distribuce      |

### Sborníky
| Rok  | Název                                | Překlad                               | Odkaz | Informace                                                                                        |
| ---- | ------------------------------------ | ------------------------------------- | ----- | ------------------------------------------------------------------------------------------------ |
| 2011 | MP3 Collection                       | MP3 kolekce                           |       | - Datum vydání: 31. května 2011 - Nakladatelstí: Никитин - Formát: CD                            |
| 2012 | Лучшие песни                         | Nejlepší písně                        |       | - Datum vydání: 2012 - Nakladatelství: Монолит, Никитин - Formát: CD                             |
| 2022 | Книга мёртвых (Remixes & Unreleased) | Kniha mrtvých (Remixované a Nevydané) | Odkaz | - Datum vydání: 28. ledna 2022 - Nakladatelství: Самостоятельно - Formát: DI, Sdílená distribuce |

### Mini-alba
| Rok  | Název                           | Překlad                   | Odkaz | Informace                                                                                        |
| ---- | ------------------------------- | ------------------------- | ----- | ------------------------------------------------------------------------------------------------ |
| 2002 | Хлеб (společně se Spermadonarz) | Chleba                    |       | - Datum vydání: 26. Listopadu 2002 - Nakladatelství: Caravan - Formát: CS                        |
| 2009 | We Play You Sing Pt. 1          | My Hrajeme Ty Zpíváš Pt.1 |       | - Datum vydání: 31. prosince 2009 - Nakladatelství: Самостоятельно - Formát: DI                  |
| 2010 | We Play You Sing Pt. 2          | My Hrajeme Ty Zpíváš Pt.2 |       | - Datum vydání: 31. prosince 2010 - Nakladatelství: Самостоятельно - Formát: DI                  |
| 2011 | We Play You Sing Pt. 3          | My Hrajeme Ty Zpíváš Pt.2 |       | - Datum vydání: 31. prosince 2011 - Nakladatelství: Самостоятельно - Formát: DI                  |
| 2016 | Огонь                           | Oheň                      | Odkaz | - Datum vydání: 12. října 2016 - Nakladatelství: Самостоятельно - Formát: DI, Sdílená distribuce |

### Samostatné písně
| Název | Odkaz | Rok  | Informace                                                                                    | Album                                      |
| --- | ----- | ---- | -------------------------------------------------------------------------------------------- | ------------------------------------------ |
| Осколки (Střepiny) | odkaz | 2003 | - Datum vydání: Duben - Nakladatelství: Самостоятельно - Formát: CD                          | Вечно прячется судьба (Věčně skrytý osud)  |
| Две жизни (Dva životy) | odkaz | 2004 | - Datum vydání: 14. března - Nakladatelství: Капкан - Formát: CD                             | Вечно прячется судьба (Věčně skrytý osud)  |
| Чёрно-белые дни (Černo-bílé dny) | odkaz | 2005 | - Datum vydání: 6. února - Nakladatelství: Капкан - Formát: CD                               | Неизбежность (Nevyhnutelnost)              |
| Преступление против времени (Zločin proti času)                                                                                                | odkaz | 2006 | - Datum vydání: 24. září - Nakladatelství: Капкан - Formát: CD                               | Книга мёртвых (Kniha mrtvých)              |
| Слишком поздно (Příliš pozdě) | odkaz | 2007 | - Datum vydání: 17. března - Nakladatelství: Капкан - Formát: CD                             | Книга мёртвых (Kniha mrtvých)              |
| Вы все лишены своей жизни (Vy všichni zbaveni svého života)                                                                                    | odkaz | 2008 | - Datum vydání: 7. října - Nakladatelství: Самостоятельно - Formát: DI                       | VII                                        |
| Дыши со мной (Dýchej se mnou) | odkaz | 2008 | - Datum vydání: 21. listopadu - Nakladatelství: Никитин - Formát: CD                         | VII                                        |
| Багровый рассвет (Tmavě rudý úsvit) | odkaz | 2009 | - Datum vydání: 27. října - Nakladatelství: Самостоятельно - Formát: DI, Streaming           | Инстинкт обречённых (Instinkt odsouzených) |
| Сквозь закрытые веки (Skrz zavřená víčka) | odkaz | 2010 | - Datum vydání: 6. října - Nakladatelství: Самостоятельно - Formát: DI                       | Инстинкт обречённых (Instinkt odsouzených) |
| Осколки 2.011 (Střepiny 2.011) (společně s Igorem [IGOR] Kapranovym)                                                                           |       | 2011 | - Datum vydání: 29 září - Nakladatelství: Самостоятельно - Formát: DI                        | Píseň mimo album                           |
| Три полоски (Tři proužky) (společně s Alexandrem (Michalučem) Krasovickim člen skupiny Animal DžaZ)                                            | Odkaz | 2012 | - Datum vydání: 9. srpna - Nakladatelství: Самостоятельно - Formát: DI, Sdílená distribuce   | Píseň mimo album                           |
| Остановить время (Zastavit čas) | Odkaz | 2015 | - Datum vydání: 15. června - Nakladatelství: Polygon - Formát: DI                            | 6                                          |
| Original Go — Getter (původně jdi— do toho) (společně s Bumble Beezy)                                                                          | Odkaz | 2018 | - Datum vydání: 15. března - Nakladatelství: Самостоятельно - Formát: DI, Sdílená distribuce | Píseň mimo album                           |
| Космо-камикадзе (Kosmické-kamikadze) | Odkaz | 2019 | - Datum vydání: 29. března - Nakladatelství: Самостоятельно - Formát: DI, Sdílená distribuce | Doom (Zkáza)                               |
| Нож (Nůž) (společně s RAM) | Odkaz | 2019 | - Datum vydání: 5. června - Nakladatelství: Самостоятельно - Formát: DI, Sdílená distribuce  | Doom (Zkáza)                               |
| Родина (Rodina) (Pocta skupině ДДТ) | Odkaz | 2020 | - Datum vydání: 26. června - Nakladatelství: Самостоятельно - Formát: DI, Sdílená distribuce | Территория ДДТ (Území DDT)                 |
| I Sing You Pay (Já Zpívám Ty Platíš) (společně s Miroshland)                                                                                   | Odkaz | 2020 | - Datum vydání: 18 září - Nakladatelství: Самостоятельно - Formát: DI, Streaming             | píseň mimo album                           |
| Снег в Аду 2.021 (Sníh v Pekle 2.021) (společně s Igorem [IGOR] Kapranovym Капрановым, Alexandrem [ALEX] Pavlovym, Dmirijem [JAY] Rubanovskim) | Odkaz | 2021 | - Datum vydání: 16. dubna - Nakladatelství: Самостоятельно - Formát: DI, Streaming           | Книга мёртвых XV (Deluxe) Kniha mrtvých    |

### Videoalba
| Rok  | Název                                                             | Odkaz          | Informace                                                                             |
| ---- | ----------------------------------------------------------------- | -------------- | ------------------------------------------------------------------------------------- |
| 2005 | [P]ost [S]criptum                                                 | Odkaz          | - Datum vydání: 20. května 2005 - Nakladatelství: Капкан - Formát: DVD                |
| 2005 | Stars Fucktory 666(společně s Psixeja (Психея) a Jane Air)        | Odkaz 1Odkaz 2 | - Datum vydání 24. čeven 2005 - Nakladatelství: Капкан - Formát: 2DVD                 |
| 2007 | EVol.01                                                           | Odkaz          | - Datum vydání: 2. září 2007 - Nakladatelství: Rockstars Management - Formát: DVD     |
| 2009 | Live Evil (Žívé Zlo)                                              | Odkaz          | - Datum vydání: 19. března 2009 - Nakladatelství: Никитин - Formát: DVD               |
| 2012 | The X-Files: Live in Saint-P & On The Road (na cestě)2011—2012    | Odkaz          | - Datum vydání: 8. září 2012 - Nakladatelství: Капкан - Formát: DVD                   |
| 2021 | All Stars: Live in Moscow 2021 ( Všechny Hvězdy: Živě Moskva 2021 | Odkaz          | - Datum vydání: 12. srpna 2021 год - Nakladatelství: - Formát: DI, Sdílená distribuce |

### Videoklipy
| Rok  | Název                                                         | Překlad                                     | Režisér                     | Album                                                 |
| ---- | ------------------------------------------------------------- | ------------------------------------------- | --------------------------- | ----------------------------------------------------- |
| 2004 | Осколки na YouTube                                            | Střepiny                                    | Jevgenij Prist              | Вечно прячется судьба                                 |
| 2005 | Чёрно-белые дни na YouTube                                    | Černo-bílé dny                              | Jevgenij Prist              | Неизбежность (Nevyhnutelnost)                         |
| 2006 | Преступление против времени na YouTube                        | Zločin proti času                           |                             | Книга мёртвых (Kniha mrtvých)                         |
| 2006 | Преступление против времени» (Alternative Version) na YouTube | Zločin proti času (Alternativní zpracování) | Bogdan Drobjazko            | Книга мёртвых (Kniha mrtvých)                         |
| 2007 | Эффект бабочки na YouTube                                     | Efekt motýlů                                | Jevgenij Prist              | Книга мёртвых (Kniha mrtvých)                         |
| 2009 | Дыши со мной na YouTube                                       | Dýchej se mnou                              | Jegor Lymarjev              | VII                                                   |
| 2009 | Багровый рассвет na YouTube                                   | Tmavě rudý úsvit                            | Alexej Medjancev            | Samostatná píseň                                      |
| 2011 | Стеклянные люди na YouTube                                    | Lidé ze skla                                | Alina Pjazok                | Инстинкт обречённых (Instinkt odsouzených)            |
| 2011 | Сквозь закрытые веки na YouTube                               | Skrz zavřená víčka                          | Jegor Lymarjev              | Инстинкт обречённых (Instinkt odsouzených)            |
| 2011 | Осколки 2.011 na YouTube                                      | Střepiny                                    | Marija Mitrofanova          | Samostatná píseň                                      |
| 2012 | Три полоски na YouTube                                        | Tři proužky                                 | Dmitrij Timofjejev          | Samostatná píseň                                      |
| 2015 | Остановить время na YouTube                                   | Zastavit čas                                | Pavel Sidorov               | 6                                                     |
| 2016 | Amatory na YouTube                                            | První                                       | Pavel Sidorov               | 6                                                     |
| 2019 | Звёздная грязь na YouTube                                     | Hvězdné bláto                               | Vlad Šamin Proman Žantuarov | Doom (Zkáza)                                          |
| 2021 | Снег в Аду 2.021 na YouTube                                   | Sníh v Pekle 2.021                          | Jevgenij Danijalov          | Книга мёртвых XV (Deluxe) (Kniha mrtvých XV (Deluxe)) |